# Курт Вайссе
Курт Вайссе (нім. Kurt Weisse; 11 жовтня 1909, Еренфрідерсдорф — ?) — німецький офіцер, оберштурмбаннфюрер СС. Воєнний злочинець.

## Біографія
Здобув освіту кореспондента. В 1931 році вступив у НСДАП (квиток № 563 159), в 1932 році — в СС (посвідчення № 129 822).
В 1935 році вступив на службу в концтабір Саксенбург.
З 13 вересня 1936 року — командир 2-ї роти 3-го батальйону 3-го полку СС «Мертва голова» «Тюрингія».
З 1 березня 1939 року — командир 1-го батальйону 4-го полку СС «Мертва голова» «Остмарк».
19 липня 1940 року заарештований за звинуваченням у нападі на десятирічного хлопчика. Суд СС постановив, що Вайссе хотів напасти, але не виконав задуманого, і визнав його винним у пияцтві на службі та засудив до утримання під вартою протягом 14 діб.
З 1 грудня 1940 до 1 квітня 1941 — командир 9-го батальйону полку СС «Дойчланд».
З 1 квітня 1941 до 2 березня 1942 — командир 3 -го батальйону полку СС «Дойчланд». У вересні 1941 року отримав осколкове поранення в ногу, в лютому 1942 року отримав друге поранення.
З 2 березня до 15 травня 1942 року — командир піхотного ерзац-батальйону СС «Дойчланд».
З 15 травня до 25 вересня 1942 року — начальник постачання комендатури СС і поліції «Північна Росія».
25 вересня 1942 року переведений в дивізію СС «Мертва голова», призначений командиром 9-го батальйону 3-го панцергренадерського полку СС.
17 січня 1943 року Вайссе протягом 15 хвилин жорстоко побив гумовим кийком одного із своїх підлеглих, гренадера Бартеля. Наступного дня Бартель помер від отриманих травм. 23 січня військовий трибунал дивізії СС «Мертва голова» засудив Вайссе, який до інциденту здійснив ще кілька нападів на підлеглих, до 4 років ув'язнення за порушення субординації, ненавмисне вбивство і дачу неправдивих свідчень, а також позбавив його цивільних прав, права на носіння зброї та членства в СС.
1 липня 1943 року Вайссе був відправлений у штрафний підрозділ — зондеркоманду СС «Дірлевангер». 2 вересня 1943 року Генріх Гіммлер постановив скасувати тюремне ув'язнення Вайссе.
Вайссе виконував обов'язки ад'ютанта командира підрозділу Оскара Дірлевангера. Колишні бійці зондеркоманди відзначали безмежну жорстокість і садистські нахили, притаманні Вайссе.
В травні 1945 року потрапив у британський полон із документами рядового вермахту. 5 березня 1946 року втік з полону.
Подальша доля Вайссе невідома.

## Звання
- Унтерштурмфюрер СС (16 лютого 1935)
- Оберштурмфюрер СС (30 січня 1936)
- Гауптштурмфюрер СС (13 вересня 1936)
- Штурмбаннфюрер СС (1 серпня 1944)
- Оберштурмбаннфюрер СС (1945)

## Нагороди
- Спортивний знак СА в бронзі
- Німецька імперська відзнака за фізичну підготовку (DRL) в бронзі
- Почесний кут старих бійців
- Перстень «Мертва голова»
- Почесна шпага рейхсфюрера СС
- Хрест Воєнних заслуг 2-го і 1-го класу з мечами
- Медаль «За вислугу років в НСДАП» в бронзі (10 років)
- Залізний хрест
  - 2-го класу (12 серпня 1941)
  - 1-го класу (13 грудня 1943)
- Медаль «За зимову кампанію на Сході 1941/42» (29 липня 1942)
- Штурмовий піхотний знак в бронзі (20 листопада 1943)
- Нагрудний знак ближнього бою в бронзі (7 грудня 1943)
- Нагрудний знак «За поранення»
  - в чорному (7 серпня 1941)
  - в сріблі (25 квітня 1942)
- Відзнака для східних народів 2-го і 1-го класу в сріблі
- Нагрудний знак «За боротьбу з партизанами» в бронзі (1944)
- Німецький хрест в золоті (9 вересня 1944)